# Teljesítményelektronika
A teljesítményelektronika olyan szilárd félvezető áramkörökkel foglalkozik, amelyet az áram szabályozására és irányítására alkalmaznak. 
A teljesítményelektronikai átalakítókat mindenhol meg lehet találni, ahol szükség van az elektromos energia átalakítására (például változtatni a feszültségét, áramát, vagy frekvenciáját). Így a teljesítménytartományuk néhány milliwattól (például mobiltelefonokban) néhány száz megawattig terjed (például a HVDC (nagy feszültségű egyenáramú) rendszerekben). Ahogy a klasszikus elektronikában az elektromos áramok és feszültségek információt szállítanak, úgy a teljesítményelektronikában energiát szállítanak. Ezért a teljesítményelektronika legfontosabb mérőszáma a hatásfok.

## Fordítás
Ez a szócikk részben vagy egészben  a   Power_electronics című angol Wikipédia-szócikk fordításán alapul.  Az eredeti cikk szerkesztőit annak laptörténete sorolja fel. Ez a jelzés csupán a megfogalmazás eredetét és a szerzői jogokat jelzi, nem szolgál a cikkben szereplő információk forrásmegjelöléseként.